# Ustiprača
Ustiprača är en förstörd befolkad plats i Bosnien och Hercegovina.   Den ligger i entiteten Republika Srpska, i den sydöstra delen av landet, 60 km öster om huvudstaden Sarajevo. Ustiprača ligger 343 meter över havet och antalet invånare är 3 391.
Terrängen runt Ustiprača är huvudsakligen kuperad, men åt sydost är den bergig. Ustiprača ligger nere i en dal. Närmaste större samhälle är Goražde, 9,5 km väster om Ustiprača. 
I omgivningarna runt Ustiprača växer i huvudsak lövfällande lövskog. Runt Ustiprača är det ganska tätbefolkat, med 67 invånare per kvadratkilometer.